# Центральный банк Мадагаскара
Центральный банк Мадагаскара (малаг. Banky Foiben'i Madagasikara, фр. Banque Centrale de Madagascar) — центральный банк Республики Мадагаскар.

## История
Законом от 22 декабря 1925 года эмиссионное право на территории Мадагаскара получил частный французский Банк Мадагаскара. В 1950 году банк реорганизован в Банк Мадагаскара и Коморских островов.
В мае 1962 года учреждён Малагасийский эмиссионный институт, в состав его правления вошли по четыре представителя Франции и Малагасийской Республики.
После выхода Мадагаскара из зоны франка 12 июня 1973 года создан государственный Центральный банк Малагасийской Республики. В июле 1976 года банк переименован в Центральный банк Мадагаскара.